# Тавуш
Котајк (јерм. Կոտայք) представља једну од 11 административних јединица у Републици Јерменији, односно један од 10 марзева. 
Налази се у северном делу земље. На територији овог марза је 2010. живело 121.963 становника. 
Административни центар марза је град Иџеван, а већи градови су јопш и Дилижан и Берд. 
У овој области се налазе бројни манастири из 12. и 13. века.

## Галерија
- Tavush
- Село Мовсес
- Капела Тсрвиз из 5. века